# لوسیانو ولا
لوسیانو ولا (انگلیسی: Luciano Vella؛ زادهٔ ۱۳ آوریل ۱۹۸۱) بازیکن فوتبال اهل آرژانتین است.
از باشگاه‌هایی که در آن بازی کرده‌است می‌توان به باشگاه فوتبال ریور پلاته، باشگاه فوتبال کادیس، باشگاه فوتبال راپید بخارست، باشگاه فوتبال نیولز اولد بویز، باشگاه فوتبال ولز سارسفیلد، و باشگاه اتلتیکو ایندپندینته اشاره کرد.